# Thorictus seriesetosus
Thorictus seriesetosus is een keversoort uit de familie spektorren (Dermestidae). De wetenschappelijke naam van de soort werd in 1870 gepubliceerd door Léon Marc Herminie Fairmaire.